# Néerlandais standard
Pour les articles homonymes, voir ABN.
Le  néerlandais standard (Standaardnederlands /ˈstɑndartˈneːdərlɑnts/ , anciennement Algemeen Beschaafd Nederlands ou ABN) est la variante normalisée du néerlandais, qui est enseignée dans les écoles et qui est utilisée par les autorités et les médias aux Pays-Bas, en Belgique, au Suriname, à Curaçao, à Sint Maarten (Saint-Martin), aux Antilles néerlandaises et à Aruba.
La tâche de surveiller et de décrire la langue néerlandaise standard a été confiée à l'Union de la langue néerlandaise des Pays-Bas, les Flamands de Belgique et le gouvernement du Suriname. Cet organisme publie également des ouvrages dans lesquels les normes du néerlandais standard sont respectées.

### Articles en néerlandais
- Regiolect
- Lijst van verschillen tussen Nederlands in Nederland en Vlaanderen